# أعزائي الناس البيض
أعزائي الناس البيض (بالإنجليزية: Dear White People) مسلسل كوميديا-دراما أمريكي، مبني على قصة الفيلم بنفس العنوان للمخرج جستن سيمين. توفرت حلقات الموسم الأول للعرض على نتفليكس للعرض حسب الطلب في 28 أبريل، 2017.

## الممثلين والشخصيات

### شخصيات رئيسية
- لوغان براونينغ بدور سامانثا وايت
- براندون بي. بيل بدور تروي فيربانكس
- ديرون هورتون بدور ليونيل هيغنز
- أنتوانيت روبرتسون بدور كولاندريا "كوكو كونرز"
- جون باتريك أميدوري بدور غيب ميتشيل
- آشلي بلين فيثرسون بدور جويل بروكس
- جيانكارلو إسبوزيتو "المعلق"

### شخصيات أخرى
- أوبا باباتوندي بدور دين فيربانكس.
- ألي ماكي بدور إيكومي
- كيتلين كارفر بدور موفي توتل
- فرانشا رايسا بدور فانيسا

## وصلات خارجية
- الموقع الرسمي
- أعزائي الناس البيض على موقع IMDb (الإنجليزية)
- أعزائي الناس البيض على موقع ميتاكريتيك (الإنجليزية)
- أعزائي الناس البيض على موقع روتن توميتوز (الإنجليزية)
- أعزائي الناس البيض على موقع نتفليكس (الإنجليزية)
- أعزائي الناس البيض على موقع أول موفي (الإنجليزية)
- أعزائي الناس البيض على موقع فيلمافينيتي (الإسبانية)
- أعزائي الناس البيض على موقع كينوبويسك (الروسية)
- أعزائي الناس البيض على موقع ألو سيني (الفرنسية)
- أعزائي الناس البيض على موقع قاعدة بيانات الفيلم (الإنجليزية)